# Саут-Браунінг (Монтана)
Саут-Браунінг (англ. South Browning) — переписна місцевість (CDP) в США, в окрузі Глейшер штату Монтана. Населення — 1970 осіб (2020).

## Географія
Саут-Браунінг розташований за координатами 48°32′45″ пн. ш. 113°0′42″ зх. д. / 48.54583° пн. ш. 113.01167° зх. д. (48.545746, -113.011564). За даними Бюро перепису населення США в 2010 році переписна місцевість мала площу 6,14 км², з яких 5,99 км² — суходіл та 0,15 км² — водойми.

## Демографія
Згідно з переписом 2010 року, у переписній місцевості мешкало 1785 осіб у 496 домогосподарствах у складі 393 родин. Густота населення становила 291 особа/км². Було 526 помешкань (86/км²).
Расовий склад населення:
| - 97,9 % — корінних американців - 1,3 % — білих - 0,1 % — азіатів |

До двох чи більше рас належало 0,7 %. Частка іспаномовних становила 1,9 % від усіх жителів.
За віковим діапазоном населення розподілялося таким чином: 37,1 % — особи молодші 18 років, 57,4 % — особи у віці 18—64 років, 5,5 % — особи у віці 65 років та старші. Медіана віку мешканця становила 24,0 року. На 100 осіб жіночої статі у переписній місцевості припадало 95,5 чоловіків; на 100 жінок у віці від 18 років та старших — 94,8 чоловіків також старших 18 років.
Середній дохід на одне домашнє господарство становив 36 395 доларів США (медіана — 27 340), а середній дохід на одну сім'ю — 40 901 долар (медіана — 32 019). Медіана доходів становила 44 063 долари для чоловіків та 29 259 доларів для жінок. За межею бідності перебувало 50,5 % осіб, у тому числі 59,1 % дітей у віці до 18 років та 28,9 % осіб у віці 65 років та старших.
Цивільне працевлаштоване населення становило 362 особи. Основні галузі зайнятості: освіта, охорона здоров'я та соціальна допомога — 38,4 %, публічна адміністрація — 13,3 %, фінанси, страхування та нерухомість — 10,8 %, мистецтво, розваги та відпочинок — 10,5 %.